# NGC 1828
NGC 1828 је расејано звездано јато у сазвежђу Златна риба које се налази на NGC листи објеката дубоког неба.
Деклинација објекта је - 69° 23' 18" а ректасцензија 5h 4m 20,9s. Привидна величина (магнитуда) објекта NGC 1828 износи 12,5. NGC 1828 је још познат и под ознакама ESO 56-SC54.